# كلارك كير
كلارك كير (بالإنجليزية: Clark Kerr)‏ هو اقتصادي أمريكي، ولد في 17 مايو 1911 في Stony Creek (Susquehanna River tributary) ‏ في الولايات المتحدة، وتوفي في 1 ديسمبر 2003 في إل سيرريتو في الولايات المتحدة.

## وصلات خارجية
- كلارك كير على موقع إن إن دي بي (الإنجليزية)